# Antón Fivébr
Antón Fivébr, també conegut com a Antonín Fivébr (Praga, 22 de novembre de 1888 - 26 de febrer de 1973) va ser un futbolista i entrenador de futbol txecoslovac que jugava com a migcampista.
Va començar com a futbolista el 1908, en l'AC Sparta Praga, on va estar 12 anys. El 1920 va marxar a Itàlia per competir amb el Brescia Calcio, equip en el qual va esdevenir entrenador. El juliol de 1923 es converteix en el primer entrenador de la història del València Club de Futbol, per després passar mitja temporada a l'Elx Club de Futbol, on seria el responsable que l'equip il·licità lluïsca una franja verda en la samarreta. Algunes fonts citen que en algun moment va entrenar a la selecció de futbol de Rússia. El 1928 comença com a entrenador del Reial Oviedo, amb el qual va debutar el 7 d'octubre en el clàssic derbi asturià que va acabar amb empat a dos gols. Va romandre un any a la capital asturiana, estada durant la qual va crear diversos equips infantils, va publicar anuncis en la premsa local animant als joves a iniciar-se en el futbol i va crear el Club Zabala que després aportaria diversos jugadors al Reial Oviedo, entre d'altres aportacions al planter, tal com ja havia fet a València.
El 1929 torna a Mestalla, començant la segona de les tres etapes com a entrenador valencianista. Hi romandria fins al 1931, després de l'ascens merengot a primera divisió, quan fitxa pel Llevant FC, passant la temporada següent al Múrcia. Tot sembla indicar que a finals de la temporada 1932-33 torna a l'equip cabanyaler, per a guanyar la Copa del Mediterrani, romanent una temporada més fins que el 1934 inicia la tercera i última etapa en el València CF, on arriba com a recanvi de Jack Greenwell, sense massa èxit.
El 1935 es va instal·lar en la Unió Soviètica i a l'any següent va començar a entrenar l'Spartak de Moscou, que s'acabava de fundar. Sols va estar dos mesos, passant posteriorment al Dinamo de Sant Petersburg, a l'Stalinets de Moscou i altres equips en Dnipropetrovsk i Zaporizhia.
El 1938 va tornar al seua Txecoslovàquia natal, on va entrenar a diversos equips locals com FK Viktoria Žižkov, Jednota Košhissi i FC Spartak Trnava.